# 杀人修女
《杀人修女》（義大利語：Suor Omicidi，直译：修女殺人案）是一部1979年的義大利修女剝削恐怖電影，由朱力歐·貝羅堤執導，与阿爾貝托·塔拉洛共同編劇，安妮塔·艾格寶、喬·達利山卓、盧·卡斯特爾和艾麗達·華莉主演。故事講述了一位修女在腦部手術康復後，越來越偏執地認為自己的健康狀況再次惡化。她開始对所在醫院的鴉片類藥物上瘾，逐漸陷入成癮和瘋狂，帶來嚴重的後果。這部電影大致改編自中年修女塞西尔·邦贝克的真實故事，她於1977年在比利時韦特伦的一家老年醫院犯下了一系列謀殺案。
這部電影最初在英國被視為“video nasty”而被禁，1993年删减後得以上映，但隨著英國審查政策的變化，最終於2006年在英國以未删减的DVD形式發行。

## 剧情
格特鲁德修女是一位在天主教老人醫院工作的修女，在腦瘤切除手術痊癒後重返工作崗位。格特魯德在手術後患有嚴重的焦慮症，认为自己的癌症復發，不过醫院的主治醫生波伊雷特醫生向她保證沒有證據表明這一點。修道院院長也認為格特魯德的恐懼是疑病症。马蒂厄修女在格特鲁德身上看到一種不言而喻的性吸引力，她相信格特鲁德的擔心是合理的。
修道院不知道的是，格特魯德開始過著雙重生活，冒險進入城市，随意与男人發生性關係。格特魯德也開始靜脈注射马蒂厄修女從醫院為她偷來的嗎啡和海洛因。波伊雷特醫生注意到格特魯德的性格發生了變化，格特魯德開始虐待病人，沉迷於向他們閱讀血腥的聖徒傳記，講述受折磨的聖人生活。格特魯德成功將波雷伊特從醫院解雇了。當格特鲁德處於药醉狀態時，马蒂厄修女的祖父，醫院的一位病人，被燈棍打死，他的屍體被扔出窗外，看起來像是自殺。马蒂厄修女在屍體上發現了格特魯德的面紗，但她向格特魯德保證忠誠，不會出卖她，承諾燒掉面紗以毁灭證據。
波伊雷特医生被解僱後，年輕英俊的帕特里克·羅蘭医生被聘為繼任者。在一場暴雨中，格特魯德目睹了一位老年男性病人喬納森在外面與一位年輕的女護工發生性關係。後來，她從一場讓喬納森窒息的噩夢中醒來，不过她無法辨別這僅僅只是一個夢還是她可能真的犯下了另一起謀殺案。第二天早上，喬納森的屍體被發現躺在草地上。在為喬納森祈禱後，格特魯德精神崩潰了。不久之後，另一名患者珍妮特被一名看不見的襲擊者綁住並堵住了嘴，然後仪式性地用針刺傷臉部，用手術刀割傷頭部和頸部。
珍妮特的屍體被發現掛在電梯井後，波伊雷特醫生給驚慌失措的格特魯德注射了鎮定劑。當格特魯德醒來時，她面對着彼得，一個拄著拐杖的中年病人，他聲稱知道誰是殺人犯。格特魯德相信他，認為自己是被陷害的，但他不愿向她透露任何進一步的細節。作為回應，她從他那裡偷走了他的拐杖。彼得的屍體在鍋爐房被發現後，格特魯德被護送出醫院會見了院長，院長斥責了她的行為，將她送往隔離室接受鎮靜劑治療。與此同時，马蒂厄修女向羅蘭醫生承認替格特魯德偷毒品，並威脅如果自己被揭发就自殺。然後她開始引誘他。
同時，格特魯德修女被隔離在牢房裡，處於緊張狀態，正在戒毒。當她恢復頭腦清醒時，她回想起醫院裡發生的第一起謀殺案，谋杀对象是马蒂厄修女的外祖父。格特魯德意識到這其實是马蒂厄修女幹的，当时自己用了药在旁边看著這一切。格特魯德心理脆弱，長期吸毒，她錯誤地認為每起謀殺都是她幹的，而實際上是马蒂厄修女，她因小時候遭受外祖父的性虐待而殺人。